# Chapelle Notre-Dame-des-Neiges d'Abriès-Ristolas
La chapelle Notre-Dame-des-Neiges est une chapelle du diocèse de Gap et d'Embrun située à Abriès-Ristolas, dans les Hautes-Alpes.

## Histoire et architecture
Attestée dès 1691 par un legs, la chapelle peut être décrite comme un petit édifice carré dotée d'un plafond en bois. Le niveau inférieur du clocher est voûté en berceau tandis que le clocher est couvert d'une petite flèche en maçonnerie à 4 pans.